# Bulbul de front cendrós
El bulbul de front cendrós (Pycnonotus cinereifrons) és una espècie d'ocell de la família dels picnonòtids (Pycnonotidae). És endèmic de l'illa de Palawan, a les Filipines. Els seus hàbitats principals són els boscos tropicals i subtropicals de frondoses humits de les terres baixes, els manglars, els boscos de pantà, els matollars secs i humits i els herbassars secs tropicals i subtropicals, les plantacions i les àrees forestals fortament degradades. El seu estat de conservació es considera de risc mínim.